# Glenwood Springs
Glenwood Springs är en stad (city) i Garfield County i delstaten Colorado, USA. Glenwood Springs är administrativ huvudort (county seat) i Garfield County och hyser en gren av Colorado Mountain College.

## Sevärdheter
Glenwood Springs är kända för sin heta källor mitt i staden vilka är de enda av sitt slag i Klippiga bergen. Svaveldoften från dessa är påtaglig och märks över större delarna av staden. En annan attraktion är linbanan som ger en utmärkt utsikt över staden och som går upp till en ranch med tillhörande gruvor som idag fungerar som mindre nöjespark.

## Kända personer
Doc Holliday levde sina sista dagar på ett sanitorium i staden, och begravdes på Linwoods pionjärkyrkogård.
Glenwood Springs hemstad åt alpina utförsåkaren Sarah Schleper.

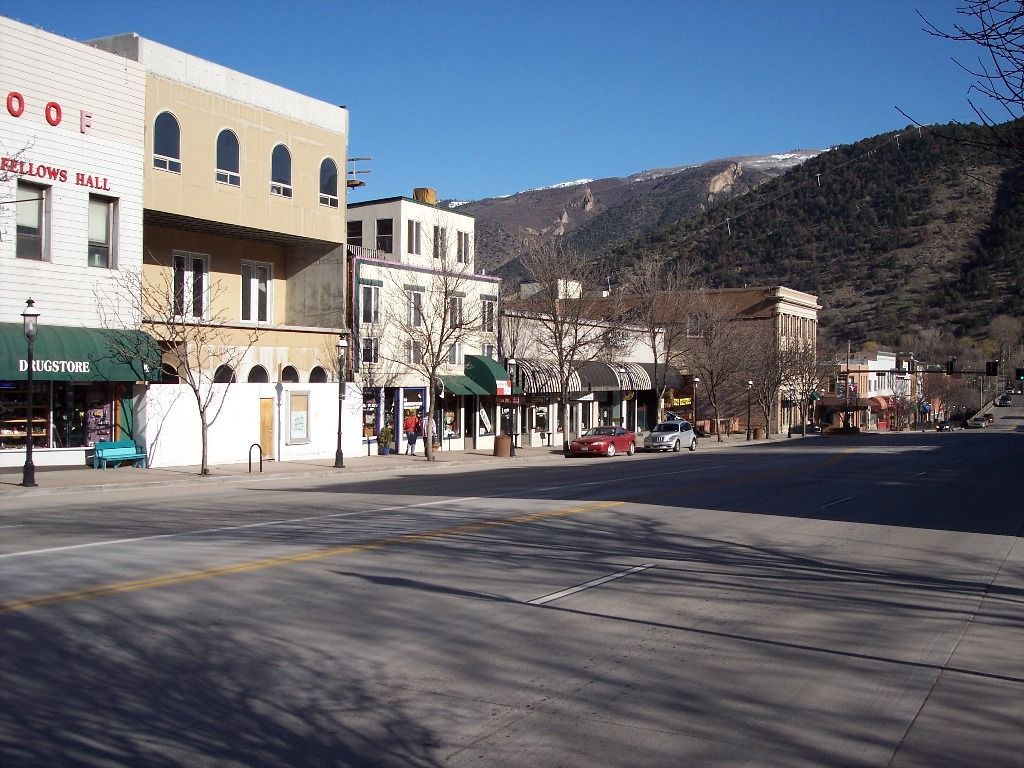
Grand Avenue, Glenwood Springs